# Weston-super-Mare
Weston-super-Mare is een civil parish in het bestuurlijke gebied North Somerset, in het Engelse graafschap Somerset. Deze badplaats aan het Kanaal van Bristol telt 76.143 inwoners.

## Geografie
Weston-Super-Mare zelf is grotendeels vlak, maar direct ten noorden ervan ligt Worlebury Hill (109 m.) en direct ten zuiden Bleadon Hill (176 m.). Aan de zuidkant komt de rivier de Axe in zee uit.

## Geschiedenis
Hoog boven Weston-Super-Mare, op 109 meter boven de zeespiegel, ligt Worlebury Camp, waar in de ijzertijd een fort stond, het oudst bekende bouwwerk in deze omgeving. Een ander verloren gegaan bouwwerk is Castle Batch, dat niet lang na de Normandische invasie werd gebouwd in opdracht van Walter van Dowaai.
Weston-Super-Mare was slechts een klein dorpje van circa 30 huizen totdat het in de 19e eeuw, vooral tijdens het victoriaans tijdperk, een populaire badplaats werd. In 1808 werd het eerste hotel gebouwd (tegenwoordig het Royal Hotel). Isambard Kingdom Brunel woonde een tijdje met zijn gezin in Weston toen hij leiding gaf aan de bouw van de spoorlijn tussen Exeter en Bristol, waarvan een zijlijn naar Weston liep. Na de opening van de spoorlijn in 1841 kwamen de toeristen in groten getale naar Weston. Ook kwamen er per stoomboot vele mijnwerkers vanuit Wales, aan de andere kant van het Kanaal van Bristol.
Ten behoeve van de toeristen werd in 1867 Birnbeck Pier geopend, die tegenwoordig in bouwvallige staat is. In 1904 werd, dichter bij het centrum, de Grand Pier geopend, die op 28 juli 2008 door een grote brand werd verwoest. Deze werd snel weer opgebouwd en op 23 oktober 2010 opnieuw geopend.
In 1936 opende het vliegveld RAF Weston-super-Mare, dat een bescheiden rol speelde. Tijdens de Tweede Wereldoorlog werd Weston meerdere malen gebombardeerd. Na de oorlog, tot in de jaren 1980, was op de locatie van het vroegere vliegveld helikopterbouwer Westland Helicopters (nu AgustaWestland) gevestigd. Nu bevindt zich hier het Helicopter Museum.

## Architectuur

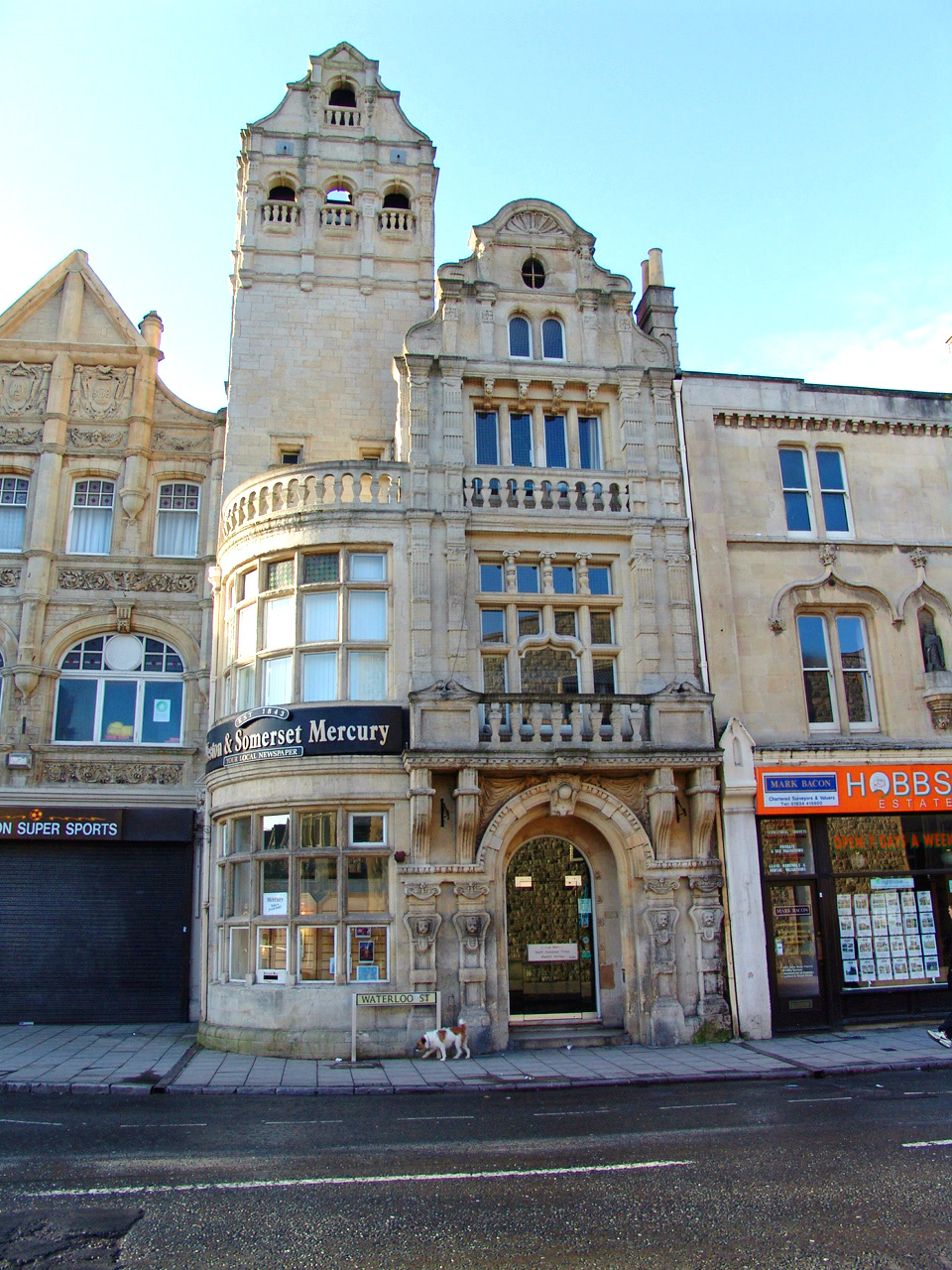
Mercury Office van Hans Price in Waterloo Street

Veel van de huizen uit de Victoriaanse tijd zijn gebouwd met "Bath Stone", een soort kalksteen. De plaatselijke architect Hans Price (1835–1912) heeft een aantal opvallende gebouwen nagelaten, waaronder de Odeon Cinema (in art-deco-stijl) en de Mercury Office.

## Naam
"Weston" komt van het Oudengelse "west tun", oftewel westelijke nederzetting. "Super Mare", Latijn voor "aan zee", werd toegevoegd om het te onderscheiden van andere plaatsen die Weston heetten. Tot 1348 heette de plaats echter "Weston-Juxta-Mare" ("Weston naast de zee").

## Geboren in Weston-super-Mare
- Peter Hadland Davis (1918-1982), botanicus
- John Cleese (1939), acteur, komiek en filmmaker
- Ritchie Blackmore (1945), gitarist van Deep Purple
- Rupert Graves (1963), acteur
- James Wilson (1972), darter
- Gareth Taylor (1973), voetballer